# Perspektywizm
Perspektywizm – teoria filozoficzna, w myśl której nie jest możliwe poznanie obiektywne – wszystko jest subiektywną interpretacją podmiotu, który doświadcza i poznaje ze swojej konkretnej perspektywy. Prawda jest więc zrelatywizowana do jednostkowego punktu widzenia, który jest zależne od wielu czynników, takich jak kontekst historyczny, doświadczenia podmiotu czy w końcu poznanie zmysłowe. Perspektywizm znalazł też zastosowanie na gruncie antropologii gdzie odnosi się do wizji świata amazońskich Indian, zgodnie z którą sposób w jaki człowiek widzi zwierzęta, rośliny, duchy, zjawiska meteorologiczne oraz wszystkie inne fenomeny oraz byty występujące w kosmosie, różni się diametralnie od sposobu w jaki one same postrzegają i siebie i człowieka. W ten sposób zwierzęta mogą postrzegać siebie nawzajem jako ludzi, natomiast ludzi widzą pod postacią zwierząt.

## Filozofia
Koncepcja perspektywizmu została pierwszy raz sformułowana przez niemieckiego filozofa Gustava Teichmüllera, jednak rozwinął ją Friedrich Nietzsche i to za jego sprawą ugruntowała się ona w filozofii żeby potem rozszerzyć swoje wpływy m.in. na literaturę i antropologię. Koncepcja Nietzschego, łącząca się z jego relatywizmem była radykalnie antydogmatyczna, zakładając względność prawdy krytykowała i unieważniała wszelkie wizje prawdy absolutnej. 

„Dziś przynajmniej jesteśmy dalecy od śmiesznej nieskromności wyrokowania z naszego kąta, że tylko z tego kąta można mieć perspektywy. Świat stał nam się raczej raz jeszcze nieskończony: o ile nie możemy odeprzeć możliwości, że zawiera w sobie nieskończone interpretacje”

Jednym z filozofów, który pod wpływem Nietzschego przyjął i rozwinął koncepcję perspektywizmu był José Ortega y Gasset. Głównymi ideami w jego myśli były pozostające w ciągłym napięciu: wierność prawdzie i pragnienie sformułowania systemu. Według Ortegi wierność prawdzie pojętej perspektywicznie wyklucza się z idealistycznymi koncepcjami zamkniętego i wyjaśniającego wszystko systemu, który mimo wszystko jest celem filozofujących umysłów. Uważał, że pułapką, w którą wpadali filozofowie wielkich systemów była utopijna idea prawdy nieumiejscowionej – uniwersalnej, pozaczasowej i pozakontekstowej. Perspektywizm u Ortegi y Gasseta opiera się na teorii prawdy umiejscowionej, która jest nieodłącznie związana z kontekstem historycznymi oraz życiowymi podmiotu - jej „okolicznościami”. Człowiek Ortegi y Gasseta jest w pewien sposób determinowany przez swój wymiar przestrzenny i czasowy, jest osadzony w określonym czasie i miejscu, co wpływa na jego perspektywę.

## Antropologia

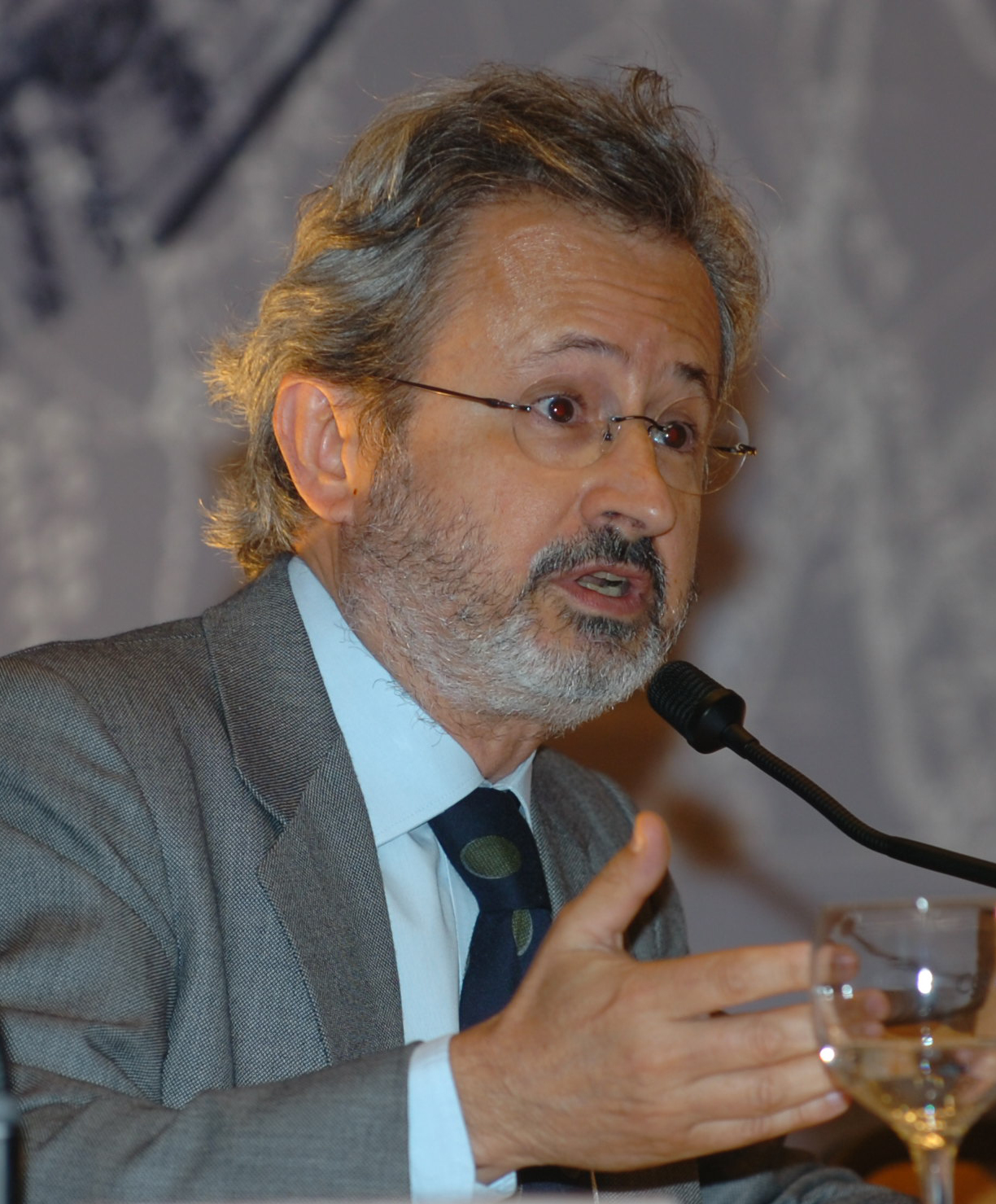
Eduardo Viveiros de Castro

Na gruncie antropologii społecznej perspektywizm znalazł swoje rozwinięcie w postaci koncepcji "indiańskiego perspektywizmu". Perspektywizm odnosi się tu do aspektów właściwych niezliczonym kosmologiom Indian amazońskich, które opierają się na następujących założeniach: po pierwsze, świat zamieszkują różne rodzaje bytów, wyposażone w świadomość i kulturę – dotyczy to także rodzajów nie-ludzkich; po drugie, każdy z tych rodzajów widzi siebie jako ludzki, wszystkie inne natomiast jako nie-ludzkie (zwierzęta lub duchy). Twórcą i głównym teoretykiem indiańskiego perspektywizmu jest brazylijski antropolog Eduardo Viveiros de Castro. 
Rozwinięcie koncepcji perspektywizmu na gruncie antropologii, wiąże się z tzw. kryzysem  strukturalizmu, jak to określa Terry S. Turner Strukturalizm okazał się według niego niezdolny do opisania kosmologii Indian z Amazonii, co widać na przykładzie klasycznej dychotomii natura – kultura. Eduard Viveiros de Castro zwrócił uwagę na fakt, że paradygmaty związane z tą dychotomią, takie jak uniwersalność – partykularność, obiektywne – subiektywne, cielesne – duchowe mogą służyć za podstawę europejskiego multikulturalizmu, ale nie indiańskiej metafizyki, dla której ukuł pojęcie multinaturalizmu. Multikulturalizm zakłada jedność natury i wielość kultur, co oznacza innymi słowy obiektywną uniwersalność ciał i subiektywną jednostkowość duszy i znaczeń. Indiański multinaturalizm  natomiast zakładałby  jedność duszy (ludzkiej) i wielość ciał. Kultura jest więc elementem uniwersalnym w opozycji do natury, będącej czymś partykularnym. W ten sposób,  drapieżniki i duchy postrzegają człowieka jako zwierzynę łowną, podczas gdy zwierzyna łowna postrzega ludzi jako duchy lub drapieżniki. Zarówno duchy jak i zwierzęta doświadczają się lub stają się antropomorficzne będąc w swoich osadach, a swoje zwyczaje i cechy postrzegają jako przejawy kultury odpowiadające ludzkiej: jaguary postrzegają krew jako piwo (cauim), sępy widzą robaki z zepsutego mięsa jako smażoną rybę. Swoje cechy zewnętrzne takie jak upierzenie czy uzębienie traktują jako przejawy kultury, ozdoby, narzędzia. Także system społeczny z ich punktu widzenia zorganizowany jest analogicznie jak ten ludzki z wodzami, szamanami i rytuałami. Forma zewnętrzna jest więc pewnym przebraniem pod którym kryje się wewnętrzna, ludzka forma, widoczna dla szamanów, którzy sami przybierają różne formy zewnętrzne. Pod przebraniem duchów czy zwierząt kryje się więc intencjonalność i podmiotowość identyczna ludzkiej.